# Яресько Наталія
Наталія Енн Яресько (англ. Natalie Ann Jaresko; 24 квітня 1965, Елмгерст (західне передмістя Чикаго), Іллінойс, США) — українська громадська діячка і підприємець, співзасновник і партнер-керівник компанії «Horizon Capital» з березня 2006 до грудня 2014, президент і Головна виконавчий директор ««Western NIS Enterprise Fund»» (WNISEF) з лютого 2001 до грудня 2014, міністр фінансів України (2 грудня 2014 — 14 квітня 2016).
У 2017-2022 роках була виконавчим директором Ради з фінансового управління і контролю Пуерто-Рико.

## Життєпис

### Дитинство та родина
Народилася 24 квітня 1965 року в Елмгерсті, в родині вихідців з України. Батько Іван був уродженцем Полтавщини. Під час Другої світової війни разом з родиною потрапив до нацистського концтабору у Німеччині. Після війни емігрував до Чикаго, де і зустрів матір Наталії — Марію, українку, родом з Івано-Франківщини. Під час Другої світової війни вагітну бабусю німці вивезли як остарбайтера, тому мати народилася в Німеччині.
В дитинстві відвідувала школу українознавства, вивчала українську культуру, грала на бандурі, співала. Навчалась у «Addison Trail High School».

### Навчання
В 1987 отримала ступінь бакалавра в галузі бухгалтерського обліку в Університеті Де Поля в Чикаго і має ліцензію CPA.
У 1989 отримала ступінь магістра в галузі державної політики в Гарвардському інституті державного управління імені Джона Ф. Кеннеді. Дипломна робота була присвячена Радянському Союзу і його можливому членству у Генеральній угоді з тарифів і торгівлі, попереднику Світової організації торгівлі. На базі цього документу вона отримала першу роботу після навчання в Держдепартаменті США, у новоствореному економічному відділі радянських справ.

### Переїзд до України
У 1992 після розпаду СРСР Наталія Яресько отримала пропозицію приїхати в Україну, як економіст тому, що володіє українською. Вона отримала пропозицію очолити економічний відділ новоствореного Посольства США в Україні, на яку вона без вагань погодилась. Наприкінці третього року роботи Яресько запропоновано повернутися до Вашингтона на іншу державну роботу, але разом з чоловіком вона вирішила залишитись в Україні й присвятити себе інвестиційній діяльності. Пішла працювати у фонд WNISEF (Western NIS Enterprise Fund), який отримав свої перші гроші від американського уряду і інвестував у малий та середній бізнес. Після десяти років праці разом з партнерами створила новий приватний фонд «Emerging Europe Growth Fund» та управляючу компанію «Horizon Capital» для здійснення прямих інвестицій.
Вільно володіє українською та англійською мовами.

### Переїзд до Пуерто-Рико
У березні 2017 року стала виконавчим директором Ради з фінансового управління і контролю Пуерто-Рико.
3 лютого 2022 року ЗМІ повідомили, що завдяки діям Яресько було списано більшу частину боргу країни, який досяг 70 млрд. дол. У квітні 2022 року Яресько йде у відставку.

## Підприємницька діяльність
За останні вісім років компанія «Horizon Capital», яку очолює Наталія Яресько, вклала в українські компанії $ 255 млн, зібраних у приватних західних інвесторів плюс ще $ 117 млн, які дав уряд США. Крім України «Horizon Capital» інвестує в Білорусь і Молдову. Загалом станом на початок 2014 компанія управляла капіталом у $ 652 млн. Це другий за розміром західний фонд прямих інвестицій, що працює в Україні, після «SigmaBleyzer», який управляє $ 1 млрд. У портфелі Horizon Capital частки в компаніях «Агро-Союз», «Енергетичний альянс», «Датагруп», «Вітмарк-Україна», «АВК», «Швидко», Слобожанська будівельна кераміка, ПроКредит Банк, Міжнародний іпотечний банк (нині Платинум банк) та інших. У листопаді 2013 Платинум банк, одним з акціонерів якого була «Horizon Capital», продано приблизно за $ 150 млн, тобто за суму, втричі більшу, ніж власний капітал банку, — це найдорожча угода в банківському секторі України з часів Фінансово-економічної кризи 2008—2009. Компанія не тільки інвестує, але і вимагає від приналежних компаній дотримуватись прозорих правил, західного стилю співпраці і управління.

## Громадська діяльність
Член Спостережної ради Міжнародного інституту менеджменту «МІМ-Київ».
Член Спостережної ради Печерської міжнародної школи.
Член Правління Фонду Східна Європа, що був заснований Фондом «Євразія»
Член Спостережної ради Фонду «Open Ukraine».
Бере участь у багатьох програмах Фонду Віктора Пінчука.
Була членом Громадської ради з розробки стратегії розвитку міста Києва до 2025.
Була членом Консультативної ради іноземних інвесторів при Президенті Вікторі Ющенка і Консультативної Ради Українського центру сприяння іноземним інвестиціям під егідою Кабінету Міністрів України.
Член сенату Українського католицького університету, член Ради з формування глобального порядку денного по Україні в рамках Всесвітнього економічного форуму.
Під час Помаранчевої революції мало не щодня розсилала на багато електронних скриньок натхненні листи про події на Майдані і в країні через те, що в перші дні західні журналісти, стоячи на фоні Кремля, говорили, що нічого особливого в Україні не відбувається. Наталія Яресько виходила на Майдан зі своєю молодшою донькою, якій було тоді рік і 4 місяці, і сама все бачила на власні очі. Тому вирішила, що має сказати правду, подати справжні новини. Вже після першого тижня всі журналісти були в Києві і передавали більш правдиво. Можна було не писати більше, але люди просили її продовжувати, пересилаючи інформацію на інші адреси.[джерело?]

## Міністр фінансів

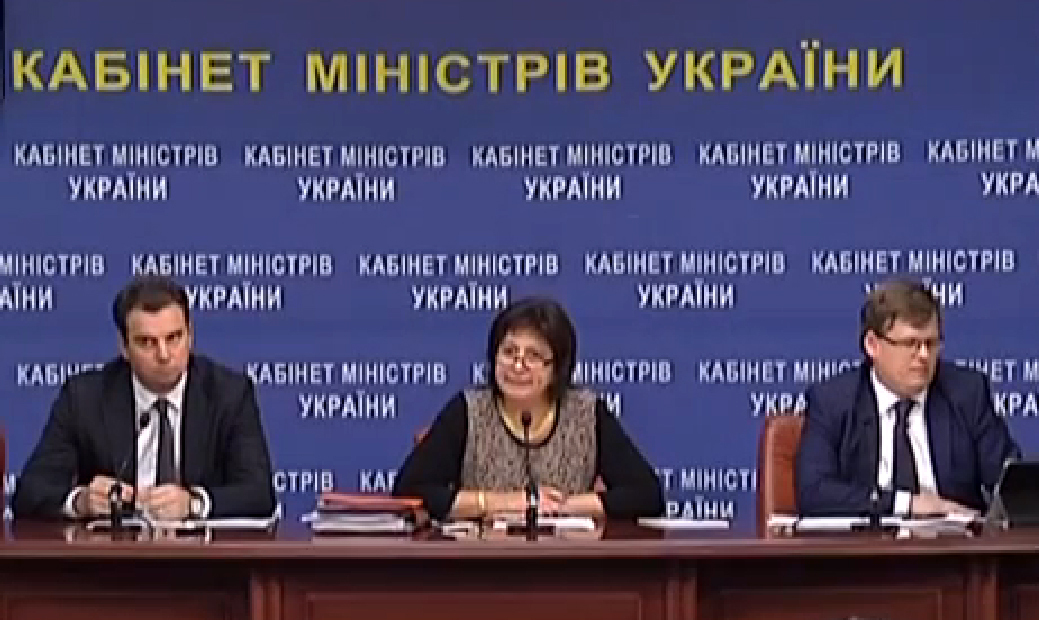
Айварас Абромавичус (зліва) і Наталія Яресько отримали українське громадянство після президентського указу

1 грудня 2014 Андрій Садовий, міський голова Львова, відмовився від запропонованої йому посади першого віце-прем'єр-міністра у другому уряді Арсенія Яценюка. На цю посаду він запропонував обрати Наталію Яресько. За словами Садового, попри те, що народилась у США, вона останні 20 років живе в Україні, є справжнім патріотом країни і чудово знає всі українські реалії (насправді із 2000 по 2004 роки вона жила з сім'єю в США).
2 грудня Президент України Петро Порошенко надав Наталії Яресько українське громадянство. Разом з нею українськими громадянами також стали міністри, запрошені з інших країн: Олександр Квіташвілі і Айварас Абромавичус. Того ж дня Верховна Рада України затвердила новий склад Кабінету міністрів, до складу якого увійшла Наталія Яресько як міністр фінансів.
Хоча США дозволяють громадянство кількох держав (Яресько не зреклася громадянства США і надалі залишається громадянкою США), відповідно до закону України громадянство кількох держав не дозволене. Вона повинна буде подати документ про припинення її іншого громадянства протягом двох років після набуття українського громадянства.
В березні 2015 року, під час війни з Росією, Наталія Яресько оголосила про початок масової приватизації державних підприємств, коли їх ринкова вартість значно знизилась.
27 серпня Уряд України одноголосно підтримав укладену Яресько угоду про реструктуризацію боргу України.
14 квітня 2016 року Другий уряд Яценюка був відправлений у відставку, а Наталія Яресько була позбавлена посади міністра фінансів України.
У травні 2016 року Яресько очолила наглядову раду новоствореного Аспен Інституту Києва, громадської неполітичної організації по реалізації програм лідерства для представників різних сфер діяльності.

У жовтні 2016 року Наталія Яресько стала співробітником Євразійського центру Атлантичної ради (Atlantic Council Dinu Patriciu Eurasia Center, Вашингтон, США), неурядового аналітичного центру в галузі міжнародних відносин.

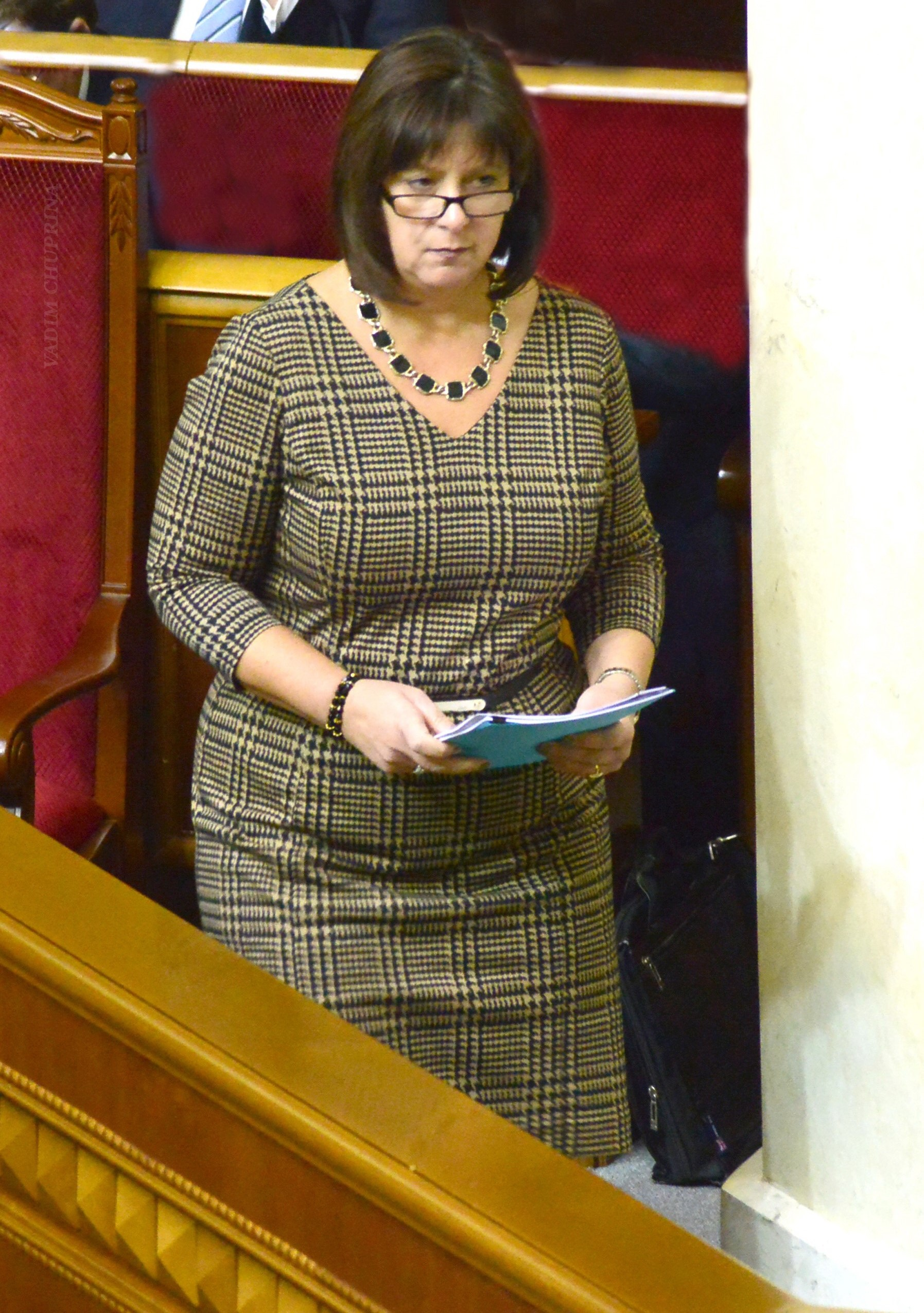
У Верховній Раді України, 2016 рік

## Нагороди
У 2003 нагороджена орденом княгині Ольги III ступеня від Президента України «за активну діяльність у сприянні процесам економічного розвитку України, формування її позитивного інвестиційного іміджу».
У 2009 була відзначена медаллю Прем'єр-міністра України за вагомий внесок у розбудову двосторонніх економічних відносин між Україною та США.
У 2011 отримала Орден Святителя Миколая Чудотворця від УПЦ КП.
У 2016 році нагороджена орденом княгині Ольги II ступеня від Президента України «за значний особистий внесок у державне будівництво, соціально-економічний, науково-технічний, культурно-освітній розвиток України, вагомі трудові здобутки та високий професіоналізм».

## Визнання
У 2010 увійшла у 10 найвпливовіших іноземок в Україні за рейтингом журналу «Фокус».
Того ж року очолила «Топ-100 українських бізнес-леді» від газети «Дело».
Увійшла до рейтингу 100 найвпливовіших жінок України 2011 (на 44 місці) за рейтингом журналу «Фокус».

## Особисте життя
Вийшла заміж 1989 року за Ігоря Фіґлюса (громадянина США, відомого як президент і голова ради директорів Американської торговельної палати в Україні, директор Фонду Розвитку Малого Підприємництва при WNISEF i Голова Крайової Пластової Ради України.
Розлучена на підставі рішення Шевченківського районного суду м. Києва від 25 листопада 2011.
Має двох доньок, що народились в штаті Іллінойс, і вчаться у Печерській міжнародній школі.